# Landesbetrieb Mobilität Rheinland-Pfalz

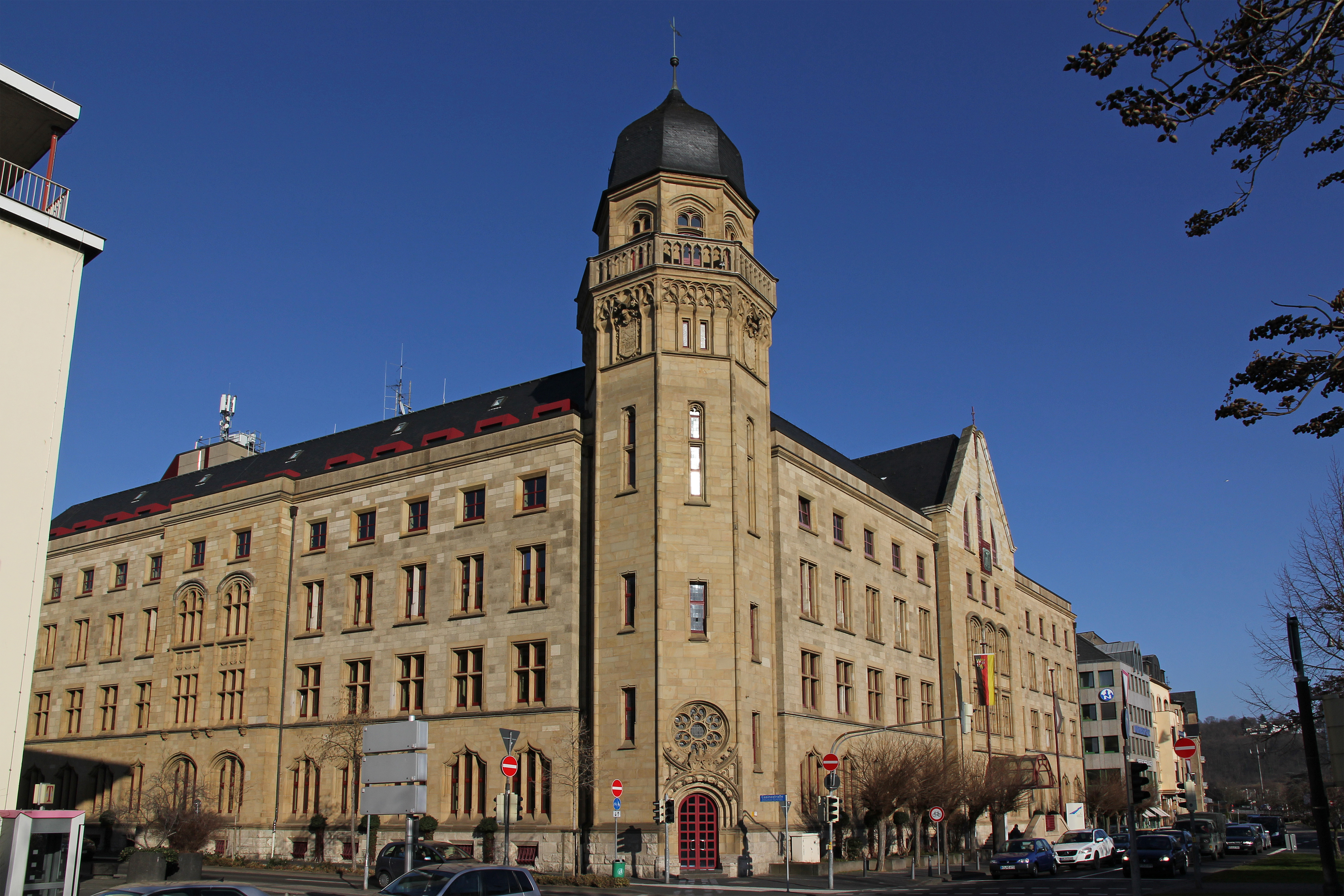
Der Landesbetrieb Mobilität Rheinland-Pfalz hat seinen Sitz in der ehemaligen Kaiserlichen Oberpostdirektion in Koblenz

Der Landesbetrieb Mobilität Rheinland-Pfalz (LBM) mit Hauptsitz in Koblenz plant, baut und unterhält den überwiegenden Teil der Bundes-, Landes- und Kreisstraßen in Rheinland-Pfalz. Darüber hinaus ist er für Fragen des Verkehrs zu Lande, zu Wasser und in der Luft zuständig.

## Aufgaben
Der LBM nimmt die Aufgaben der Oberen Verkehrsbehörde und der Anhörungs- und Planfeststellungsbehörde wahr. Als Luftfahrtbehörde ist er zuständig für die Überwachungs- und Genehmigungsaufgaben des Landes im Bereich des Luftverkehrs. Seit dem 1. Juli 2011 ist der LBM zudem die Zentrale Beschaffungsstelle des Landes für allgemeine Lieferungen und Dienstleistungen.
Neben der Zentrale in Koblenz gliedert sich der Landesbetrieb Mobilität in acht Dienststellen und 57 Straßenmeistereien.
Der LBM betreut ein Streckennetz von ca. 18.700 Kilometern. Dieses umfasst rund 2806 Kilometer Bundesstraßen, 7126 Kilometer Landesstraßen, 6890 Kilometer Kreisstraßen sowie 1892 Kilometer Radwege. Er plant, baut und unterhält Ingenieurbauwerke. Dazu gehören in Rheinland-Pfalz 5700 Brücken, 200 Kilometer Stützwände, 70 Kilometer Lärmschutzwände und 28 Tunnel.
Rund 3200 Menschen, davon mehr als 1200 Straßenwärter, sind beim LBM tätig.
Der LBM stellt zudem die Mitarbeitenden für die Zweckverbände SPNV Nord und SPNV Süd, die für die Ausschreibung und Koordination des Schienenpersonennahverkehrs zuständig sind.

## Geschichte
Der Landesbetrieb Mobilität entstand aus der 1949 gegründeten Straßenverwaltung Rheinland-Pfalz, die das wiederaufgebaute Deutschherrenhaus in Koblenz bezog. Hieraus ging 1994 das Landesamt für Straßen- und Verkehrswesen hervor. Im Januar 2002 folgte die Umorganisation zum Landesbetrieb Straßen und Verkehr Rheinland-Pfalz, der am 1. Januar 2007 zum Landesbetrieb Mobilität Rheinland-Pfalz wurde. Heute hat er seinen Sitz in der ehemaligen Kaiserlichen Oberpostdirektion in Koblenz.
Der LBM ist ein in der Rechtsform des Landesbetriebs geführtes Dienstleistungsunternehmen des Landes Rheinland-Pfalz. Als Obere Straßenbau- und Obere Verkehrsbehörde ist er dem rheinland-pfälzischen Ministerium für Wirtschaft, Verkehr, Landwirtschaft und Weinbau zugeordnet.

## Struktur
„Master-Straßenmeistereien“ sind Straßenmeistereien, die eine Optimierung der Organisation des Betriebsdienstes durchgeführt haben.
- LBM Bad Kreuznach
  - Masterstraßenmeisterei Bad Kreuznach
  - Masterstraßenmeisterei Kirn mit den Straßenmeistereien Bad Sobernheim und Birkenfeld
  - Masterstraßenmeisterei Simmern mit den Straßenmeistereien Kastellaun und Kirchberg
- LBM Cochem-Koblenz
  - Masterstraßenmeisterei Cochem mit den Straßenmeistereien Alf und Koblenz
  - Masterstraßenmeisterei Neuwied mit den Straßenmeistereien Dierdorf und Linz
  - Masterstraßenmeisterei Sinzig mit den Meistereien Adenau und Kruft
- LBM Diez
  - Masterstraßenmeisterei Bad Ems mit den Straßenmeistereien Bogel und Diez
  - Masterstraßenmeisterei Betzdorf mit der Straßenmeisterei Altenkirchen
  - Masterstraßenmeisterei Hachenburg mit den Straßenmeistereien Montabaur und Rennerod
- LBM Gerolstein
  - Masterstraßenmeisterei Bitburg mit den Straßenmeistereien Irrel und Kyllburg
  - Masterstraßenmeisterei Daun mit der Straßenmeisterei Kelberg
  - Masterstraßenmeisterei Prüm mit den Straßenmeistereien Arzfeld und Gerolstein
- LBM Kaiserslautern
  - Masterstraßenmeisterei Kusel mit den Straßenmeistereien Landstuhl und Wolfstein
  - Masterstraßenmeisterei Waldfischbach mit den Straßenmeistereien Dahn und Kaiserslautern
- LBM Speyer
  - Masterstraßenmeisterei Landau mit den Straßenmeistereien Annweiler und Kandel
  - Masterstraßenmeisterei Neustadt mit den Straßenmeistereien Grünstadt und Speyer
- LBM Trier
  - Masterstraßenmeisterei Hermeskeil mit den Straßenmeistereien Saarburg und Thalfang
  - Masterstraßenmeisterei Wittlich mit den Straßenmeistereien Bernkastel und Manderscheid
  - Masterstraßenmeisterei Trier
- LBM Worms
  - Masterstraßenmeisterei Bingen mit der Straßenmeisterei Mainz
  - Masterstraßenmeisterei Erbes-Büdesheim mit den Straßenmeistereien Rockenhausen und Worms